# Dunwoody
Dunwoody és una concentració de població designada pel cens dels Estats Units a l'estat de Geòrgia. Segons el cens del 2000 tenia 32.808 habitants.

## Demografia
Segons el cens del 2000, Dunwoody tenia 32.808 habitants, 13.746 habitatges, i 8.976 famílies. La densitat de població era de 1.048,6 habitants/km².
Dels 13.746 habitatges en un 25% hi vivien nens de menys de 18 anys, en un 57,8% hi vivien parelles casades, en un 5,4% dones solteres, i en un 34,7% no eren unitats familiars. En el 26,7% dels habitatges hi vivien persones soles el 5,8% de les quals corresponia a persones de 65 anys o més que vivien soles. El nombre mitjà de persones vivint en cada habitatge era de 2,35 i el nombre mitjà de persones que vivien en cada família era de 2,86.
Per edats la població es repartia de la següent manera: un 19,6% tenia menys de 18 anys, un 6,8% entre 18 i 24, un 33,9% entre 25 i 44, un 27% de 45 a 60 i un 12,5% 65 anys o més.
L'edat mediana era de 38 anys. Per cada 100 dones de 18 o més anys hi havia 93 homes.
La renda mediana per habitatge era de 82.838 $ i la renda mediana per família de 100.796 $. Els homes tenien una renda mediana de 70.460 $ mentre que les dones 42.813 $. La renda per capita de la població era de 43.523 $. Entorn de l'1,5% de les famílies i el 3,6% de la població estaven per davall del llindar de pobresa.

## Poblacions més properes
El següent diagrama mostra les poblacions més properes.